# Jiangyou
Jiangyou (en chino, 江油; pinyin, Jiāngyóu (escuchar)ⓘ) es un municipio bajo la administración directa de la Prefectura Mianyang en la Provincia de Sichuan, República Popular China. Su área es de 2720 km² y su población total para 2010 superó los 760 mil habitantes. 

## Administración
Desde julio de 2021, el Municipio Jiangyou se divide en 24 pueblos que se administran en 1 subdistrito, 22 poblados y 1 villa.

## Toponimia
El topónimo Jiangyou [/chiáng-yóu/] se compone de los sinogramas Jiang (río) y You (aceite), se desconoce su estructura y orígenes por lo que hay diferentes explicaciones.
Se dice que el nombre proviene de la frase "江水之所由" (Jiāngshuǐzhī suǒYóu), que significa "[lugar donde] se desliza el río", refiriéndose a la salida del río Fu desde las montañas.
Otra teoría sugiere que el nombre se debe a la claridad del río Fu, cuyas aguas eran tan transparentes como el aceite (油 yóu).
Según el libro Origenes de los nombres de lugares en China, el nombre podría derivar del río Youxi (油溪), un afluente del río Fu, por lo que significaría simplemente río (jiang) You .